# جلال الدين محمد التبريزي
جلال الدين محمد التبريزي (بالفارسية: جلال الدین محمد تبریزی) كان الصدر الأعظم للدولة الصفوية في الفترة ما بين سنة 1523 حتى سنة 1524. مات قتلًا في السنة سالفة الذكر على يد شخصٍ من قبيلة روملّو المُنافسة لقبيلته.

## المصدر كاملًا
- Newman، Andrew J. (2008). Safavid Iran: Rebirth of a Persian Empire. I.B.Tauris. ص. 1–281. ISBN:9780857716613. مؤرشف من الأصل في 2020-01-26.